# Emilio Grazioli
Emilio Grazioli (Zibido San Giacomo, 26 ottobre 1899 – Milano, 15 giugno 1969) è stato un militare e prefetto italiano.
Fu alto commissario della provincia di Lubiana (1941-1943) e nel corso della sua gestione si batté  per l'italianizzazione dei nuovi territori annessi.

## Biografia
Volontario nella prima guerra mondiale.
Aderì al Partito Nazionale Fascista nel 1921 e nel 1924 divenne segretario del fascio di Sesana. Nel 1930 fu vice segretario federale del PNF di Trieste.
Raggiunse il grado di centurione della Milizia Volontaria per la Sicurezza Nazionale in servizio permanente.
Federale di Trieste dal 1936, Grazioli nel 1939 fu Consigliere nazionale della Camera dei Fasci e delle Corporazioni.

### Alto commissario in Slovenia
Il 6 aprile 1941 l'Asse invase la Jugoslavia, che capitolò rapidamente. Già a metà mese Grazioli fu nominato Regio Commissario Civile dei territori della Slovenia occupati, carica convertita in quella di Alto Commissario della Provincia di Lubiana alla sua istituzione il 3 maggio 1941. Nonostante un'apposita circolare emanata dal generale Vittorio Ambrosio sottomettesse le autorità civili dei territori occupati all'autorità militare, Grazioli cercò di svolgere comunque le proprie funzioni in maniera autonoma. Il 12 agosto 1941 Grazioli fece istituire il pubblico registro della popolazione e pochi giorni dopo rese obbligatoria la denuncia dei nuovi nati. Secondo i primi approssimativi dati raccolti la popolazione era composta da 280-400.000 abitanti.

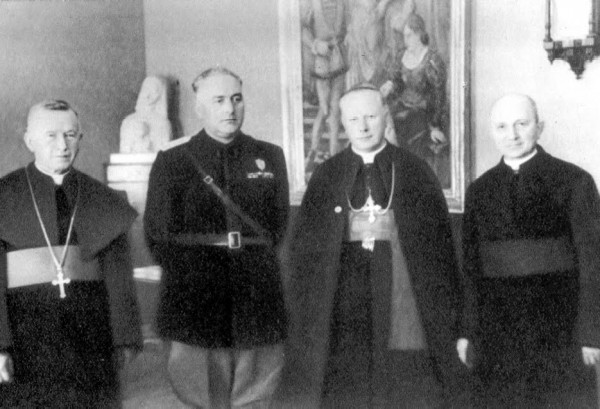
Il vescovo Gregorij Rožman e il commissario Emilio Grazioli

Con la costituzione anche a Lubiana il 21 ottobre 1941 della federazione dei fasci di combattimento Grazioli ne divenne anche segretario federale fino al febbraio 1942 quando lasciò la carica a Orlando Orlandini preferendo occuparsi dell' Alto Commissariato.
Insieme iniziarono a creare nella nuova provincia le organizzazioni fasciste già presenti nelle altre provincie come la GIL, l'OND e il GUF. A differenza di queste organizzazioni che ebbero un discreto successo tra gli sloveni (la Gioventù italiana del littorio ebbe l'adesione di cinquemila giovani di cui millecinquecento nella sola Lubiana) il locale PNF, limitato solo ai cittadini italiani ebbe scarso seguito. L'obiettivo che Grazioli si pose fu di integrare la nuova provincia, sia pur con una forte autonomia, all'interno del regno d'Italia il tutto senza alienarsi le simpatie di ampie fasce della popolazione che vedevano nell'Italia una protezione dal nascente movimento titino. Tutti i vecchi funzionari sloveni sospesi nel corso dell'invasione, e di cui Grazioli diede un'ottima valutazione, furono riassegnati ai propri incarichi e in caso di esubero riassegnati ad altri incarichi. Su interessamento sempre di Grazioli l'ordine pubblico fu sottratto all'esercito e fu costituita la questura di Lubiana che fu affidata al questore Ettore Messana. Il 26 maggio 1941 fu nominata una Consulta cui furono chiamati a farne parte diversi esponenti politici locali, tuttavia il carattere formale del nuovo istituto spinse nelle settimane seguenti molti membri ad abbandonarla. La consulta si sciolse definitivamente nel novembre.
Massima attenzione fu riservata all'ambito universitario in cui gli insegnanti furono accuratamente selezionati e molti elementi furono tratti dal movimento nazionalista "Guardia nella tempesta" del professore Lambert Ehrlich, ma ciononostante l'Università di Lubiana divenne un centro di propaganda nazionalista anti italiana.
L'azione di Grazioli nei primi tempi fu improntata al rispetto della cultura slovena nei confronti della quale non fu tentata alcuna italianizzazione forzata anche perché si riteneva che l'assimilazione sarebbe comunque avvenuta col tempo come conseguenza della superiore cultura italiana. L'azione di Grazioli che si differenziava dalla politica tenuta nei confronti degli slavi dell'area giuliana attirò su Grazioli l'ironico soprannome di "slavo onorario".
Nei mesi a seguire l'occupazione italiana gli atti di ostilità di parte della popolazione slovena incominciarono a manifestarsi sempre più apertamente e Grazioli, a seguito dell'uccisione di un soldato tedesco, ordinò a partire dal 1º agosto un ampio rastrellamento guidato dalla questura di Lubiana che si concluse solo il 10 agosto 1941. Nel corso del rastrellamento si ebbe un caduto tra i nuclei OF e un gendarme sloveno inquadrato nella gendarmeria italiana. Seguirono poi numerosi attentati sulla tratta ferroviaria tra Postumia e Lubiana. Intanto le autorità militari, rappresentate dal generale di corpo d'armata Mario Robotti, a seguito del perdurante stato di ribellione di diverse fasce della popolazione iniziarono a lamentare il particolare "status giuridico" della provincia che impediva azioni energiche. L'11 settembre 1941, Grazioli nel tentativo di dimostrare ai militari di essere in grado di mantenere il controllo sulla provincia diramò un bando che comminava la pena di morte per quanti avessero preso parte ad attacchi contro i militari italiani e ordinando un imponente rastrellamento a sud di Lubiana tra il monte Krim e Mokrec. L'operazione fu sostanzialmente fallimentare e Robotti ebbe buon gioco ad escludere Grazioli da altre azioni militari. Grazioli fu in pratica relegato ad amministrare il solo capoluogo.
Gli attacchi partigiani si susseguirono e il 25 settembre in un attentato fu ferito il generale sloveno Leon Rupnik mentre il 5 ottobre in uno scontro a fuoco furono uccisi due militari italiani. Il 7 ottobre una bomba fu fatta esplodere alla fiera di Lubiana senza provocare vittime, fu rapidamente individuato il responsabile in un iscritto al partito comunista e fucilato. Grazioli, ritenendo che la situazione fosse ancora gestibile continuò a opporsi a una militarizzazione della provincia. L'esercito iniziò al contempo un'ampia azione di rastrellamento inviando la Divisione di Fanteria "Granatieri di Sardegna" nuovamente sul monte Krim e il Mokrec che si concluse il 28 ottobre.
Ciononostante anche alcuni presidi italiani iniziarono ad essere attaccati come quello di Loz e di Bezuliak e in entrambi i casi vi furono caduti in entrambi gli schieramenti. Da questi avvenimenti Robotti trasse maggior convinzione di trovarsi ad operare in un paese ostile in cui la popolazione parteggiava apertamente per i partigiani pertanto dispose che i presidi sarebbe sempre stati tenuti in allerta e che in caso di attentati si sarebbe giustificata una reazione rapida e violenta e in caso di bisogno si sarebbe provveduto ad incendiare l'eventuale villaggio.

Taddeo Orlando, Emilio Grazioli, Mario Robotti durante una manifestazione a Lubiana

Il 29 ottobre, in occasione della ricorrenza della caduta dell'Impero austro-ungarico nel 1918, avvenne la prima manifestazione anti italiana organizzata dal Fronte di Liberazione del Popolo Sloveno così in alcune scuole di Lubiana furono osservati due minuti di silenzio mentre dai balconi di alcuni palazzi apparvero bandiere slovene con al centro la stella rossa. Il 7 novembre si svolse la prima riunione ufficiale tra l'autorità civile rappresentata da Grazioli e l'autorità militare rappresentata da Robotti in cui si discusse dei reciproci conflitti di competenza. Si decise che in ogni caso le azioni di rastrellamento sarebbero state prerogativa dell'esercito. In più fu creato in Lubiana un tribunale militare facente capo alla 2ª Armata e il Tribunale speciale per la difesa dello Stato di Trieste estese le sue competenze anche sulla Slovenia.
Un'operazione di polizia permise il 18 novembre di scoprire la base dello "Sloveno Club" all'interno della facoltà di ingegneria di Lubiana e dallo studio dei documenti rinvenuti si riuscì a ricostruire l'organigramma del Fronte di Liberazione ed arrestare numerosi aderenti.
Il 1º dicembre in occasione dell'anniversario della fondazione del Regno dei Serbi, Croati e Sloveni a Lubiana e a Novo Mesto il Fronte di Liberazione indisse nuove manifestazioni in questa occasione cercando anche un terreno in comune con le organizzazioni nazionaliste. Nuovamente nelle scuole furono osservati due minuti di silenzio e nel pomeriggio dalle 19 alle 20 vi fu uno sciopero pressoché totale. Nel corso dello sciopero fu fatta anche esplodere una bomba in una strada del centro cittadino che non provocò vittime. Colti di sorpresa i militari di un drappello della "Granatieri di Sardegna" e della MVSN aprirono il fuoco in strada e contro le finestre uccidendo due passanti, fu inoltre ferito Slavko Grikar che lavorava presso l'Alto Commissariato retto da Grazioli. Grazioli relazionò minimizzando i fatti e ponendo l'accento sulla reazione dei militari di presidio che si erano lasciati sfuggire la situazione ed avevano aperto il fuoco contro dei civili. La notte tra il 4 e il 5 dicembre un presidio dei "Granatieri di Sardegna" fu assalito dai partigiani presso Preserje e registrò due vittime mentre il 5 dicembre a Lubiana nel corso di un'imboscata furono uccisi cinque militari italiani. Nel corso dei rastrellamenti che seguirono furono arrestati numerosi sospetti.

Grazioli il 21 giugno 1942 a Kočevje

Negli stessi giorni il Tribunale speciale iniziò il primo grande processo contro 56 sloveni arrestati nei mesi precedenti nel corso dei rastrellamenti. Nel corso del processo Grazioli ricevette numerose richieste di clemenza da numerosi esponenti del collaborazionismo filo italiano tra cui gli ex bani della Slovenia Marko Natlačen e Drago Marusec, Juro Adlešič sindaco di Lubiana il vicesindaco Vzodimir Ravnihar e il vescovo Gregorij Rozman e anche per non incrinarne il rapporto chiese di rivolgere la repressione solo contro la "minoranza sovversiva". Il processo terminò il 14 dicembre con 9 condanne a morte e numerose condanne a pene detentive, quattro condanne a morte dopo le domande di clemenza inoltrate nei giorni precedenti furono commutate in condanne all'ergastolo. Il 16 dicembre il tribunale militare di Lubiana condannò a morte sette partigiani catturati con le armi che furono fucilati il giorno seguente.
Il 3 gennaio 1942 fu proclamata una nuova astensione dal lavoro che ottenne un'adesione ancora più ingente delle precedenti.
Il 19 gennaio 1942 il generale Vittorio Ambrosio fu promosso Capo di Stato Maggiore generale, e sostituito col generale Mario Roatta al comando della 2ª Armata. Roatta impostò subito una condotta aggressiva rispetto al suo predecessore forte anche di un nuovo decreto che stabiliva che l'autorità militare doveva intervenire quando richiesto espressamente dall'Alto Commissario o anche di propria iniziativa limitandosi ad informare le autorità civili. Nel corso di una nuova riunione tenutasi a Lubiana il 5 febbraio 1942 fu fatto il punto della situazione tra Grazioli e Robotti e in sostanza a Grazioli fu tolta la possibilità di utilizzare reparti militari per condurre azioni autonome limitando la sua attività nell'impiego della polizia e dei carabinieri, nelle indagini e nella prevenzione.

#### La recinzione di Lubiana

Granatieri di Sardegna di presidio presso la recinzione stesa attorno a Lubiana

Il 21 febbraio 1942 fu segnalata alla questura la presenza a Lubiana del centro operativo della resistenza slovena.
Grazioli e Robotti decisero il 23 febbraio di attuare il blocco completo della città stendendo intorno alla città reticolati e posti di blocco per impedire la fuga dei ricercati e il passaggio fu concesso solamente ai detentori di uno speciale lasciapassare. Completato il blocco l'intera città fu rastrellata dai reparti dei "Granatieri di Sardegna", della polizia e della MVSN. Il 28 febbraio erano state arrestate duecento persone, tra queste il dirigente comunista Tone Tomšič, che fu poi fucilato nel maggio successivo. Nonostante la fuga di molti dirigenti comunisti oltre la recinzione, l'organizzazione fu decimata e si dovette ricostituire fuori città.
A seguito dei successi riportati dagli italiani i partigiani organizzarono un attentato contro il generale Giovanni Battista Oxilia che da Zagabria si stava spostando verso Lubiana per motivi di servizio. Il generale rimase illeso. Nei giorni seguenti a Novo mesto una pattuglia della divisione "Isonzo" fu attaccata dai partigiani, mentre a Lubiana fu ucciso in un attentato Franc Zupanec vicefiduciario del GUF. Un treno fu assalito e morirono nello scontro due ferrovieri e a Lubiana furono uccisi altri due sloveni collaborazionisti. Le azioni partigiane scatenarono il rancore nei soldati italiani che si lasciarono andare a vari eccessi così il 25 marzo un reparto dei "Granatieri di Sardegna" alcuni villaggi a sud di Lubiana furono incendiati cui si sommarono uccisioni indiscriminate.
Grazioli che tentava inutilmente di arginare l’escalation militare vedeva nelle azioni militari gli stessi errori compiuti dai tedeschi nel nord della Slovenia che avevano permesso al movimento resistenziale di svilupparsi.
A partire dal 23 marzo, nonostante il parere negativo della questura e del comandi dei carabinieri, Grazioli ottenne che le forze dell'ordine alle sue dipendenze sostituissero i militari presso i varchi della recinzione stesa attorno a Lubiana. I blocchi furono poi rimossi il 30 dicembre dello stesso anno.

#### Il progetto Primavera
A protezione del vecchio confine italiano, per evitare che i partigiani raggiungessero i territori abitati da italiani, Grazioli dispose una coorte della Milizia Confinaria. Inoltre operò la ridistribuzione delle forze dell'ordine alle sue dipendenze per mantenere i presidi abbandonati dall'esercito che si apprestava a lanciare una nuova offensiva in Croazia. In aprile una nuova azione partigiana prese di mira le istituzioni fasciste e il collaborazionismo sloveno con numerose uccisioni pertanto Grazioli e Robotti decisero nel corso di una riunione che si sarebbero operate rappresaglie per ogni militare italiano ucciso ai danni di partigiani già detenuti.
Il 24 aprile 1942 i sei membri della famiglia slovena Jacopin furono uccisi dai partigiani con l'accusa di collaborare con le autorità italiane, seguì pertanto una prima rappresaglia. Grazioli e Robotti emanarono nello stesso giorno un bando in cui si avvertiva che se ci fossero state uccisioni di militari italiani o di esponenti del collaborazionismo, nel caso in cui nelle 48 ore successive non si fossero catturati i responsabili, sarebbero stati passati per le armi dei partigiani già custoditi in carcere. Ciononostante il 25 aprile a Šentvid i partigiani uccisero il podestà, il segretario comunale e un altro esponente del collaborazionismo. Altre uccisioni seguirono i giorni successivi così il 28 aprile avvenne una prima rappresaglia contro otto partigiani custoditi nelle carceri. Intanto a Lubiana fu deciso da Grazioli e dalle altre autorità di intensificare i servizi di pattuglia e per l'abbisogna furono impiegati reparti dell'esercito e gli stessi iscritti del locale PNF. Nel frattempo Grazioli vista sfumare la possibilità di ottenere una pacificazione della regione, accettò le misure repressive dell'autorità militare e contribuì con la richiesta a Roma di altri milletrecento carabinieri per rinforzare i presidi ed evitare di conseguenza i tragici fatti di Šentvid.
(Bando emanato da Grazioli)
Anche in questo caso il bando non ebbe l'effetto desiderato e il 7 maggio un reparto dei "Granatieri di Sardegna" cadde in un'imboscata subendo 27 vittime tra cui il comandante del reggimento il colonnello Latini, 81 furono i feriti. Per rappresaglia nei giorni seguenti a Lubiana furono fucilati quaranta prigionieri politici. Le imboscate non si fermarono e furono uccisi altri sei sloveni filo italiani tra cui Lambert Ehrlich e Viktor Rojc entrambi della "Guardia nella tempesta". Grazioli in questo caso propose una rappresaglia esemplare, ma fu convinto dal vescovo Gregorij Rožman a soprassedere.
Il 12 maggio il questore Ettore Messana che continuava ad opporsi ai metodi dei militari e non accettava la subordinazione delle forze di polizia fu sostituito con il questore di Cuneo Domenico Ravelli e il 27 maggio Robotti, approfittando dell'assenza di Grazioli che era a Roma per motivi di servizio, emise disposizioni che posero sotto il suo comando tutte le forze di polizia della Slovenia. Grazioli si oppose, soprattutto per quanto riguardava la questura di Lubiana, ma alla fine dovette cedere e il 31 maggio pose tutte le forze di polizia di sua competenza e la milizia confinaria a disposizione della XI armata. Nel giugno 1942 le forze di polizia della Slovenia furono rinnovate e assunsero la denominazione di "Divisione Speciale di Polizia di Lubiana".

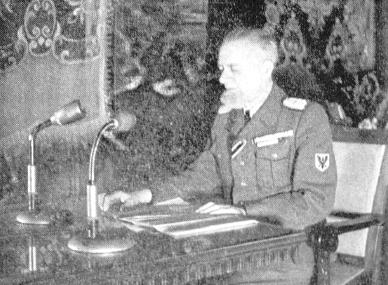
Leon Rupnik, podestà di Lubiana il 7 giugno 1942 su designazione di Grazioli

Il 7 giugno un attacco di una numerosa formazione partigiana contro i "Granatieri di Sardegna" causò la morte di sette militari e l'esercito italiano reagì mobilitando l'aviazione che bombardò Tisovec provocando la morte di circa cento partigiani. Si diede pertanto il via allo studio di un importante ciclo di operazioni contro i partigiani per restaurare l'autorità italiana su tutto il territorio che iniziarono ufficialmente il 16 luglio 1942 e furono affiancate per la prima volta dai volontari sloveni della Milizia Volontaria Anti Comunista. Le operazioni si conclusero l'11 settembre 1942 e il Fronte di Liberazione del Popolo Sloveno, perse moltissimo materiale bellico e tra uccisi e catturati perse circa 3670 uomini. Dai documenti rinvenuti fu inoltre possibile tracciare un organigramma del movimento partigiano. Ciononostante nelle aree montuose della Slovenia i nuclei partigiani cominciarono a ricostituirsi e 22 settembre una compagnia della "Isonzo" fu attaccata da una formazione croata che aveva sconfinato in Slovenia subendo 60 caduti e 24 dispersi.
Terminate le operazioni militari estive, a Lubiana si rilevò un clima differente e la popolazione slovena diede la sensazione di considerare l'occupazione italiana come il male minore rispetto al movimento partigiano di ispirazione comunista. Inoltre i movimenti cattolici, belagardisti e nazionalisti fautori del collaborazionismo con gli italiani iniziarono a ottenere sempre più vasti consensi. Grazioli per favorire un ritorno alla normalità il 17 settembre richiese all'esercito lo sgombero di tutti gli edifici scolastici occupati nell'estate a Lubiana e in altre città per far ripartire regolarmente l'anno scolastico. La situazione a Lubiana rimase tranquilla fino all'8 ottobre quando i partigiani uccisero per strada il commissario di polizia Kazimir Kuković e il 13 ottobre l'ex ban (prefetto) della Slovenia jugoslava, Marko Natlačen. All'uccisione di quest'ultimo Grazioli rispose duramente facendo fucilare 32 prigionieri politici tratti dalle carceri.
La morte di Natlacen, la rafforzata possibilità di una vittoria Alleata nel secondo conflitto mondiale e lo stemperamento delle posizioni comuniste del Fronte di Liberazione del Popolo Sloveno comportarono una diminuita simpatia degli sloveni nei confronti degli italiani soprattutto nelle città più importanti.
Ormai terminate le operazioni militari Grazioli con una lettera inviata a Roma il 16 gennaio 1943 tentò di ripristinare l'autorità civile nella provincia e soprattutto di limitare l'attività del tribunale militare che di fatto aveva sostituito il tribunale ordinario. Dopo lunghe discussioni il 17 maggio le richieste di Grazioli furono rigettate dal Ministero della Giustizia. Anche la continua richiesta di Grazioli di estendere la legislazione italiana alla nuova provincia annessa cadde nel vuoto. Il 5 maggio Grazioli fu nominato prefetto e il 15 giugno assunse la guida della prefettura di Catania. Fu sostituito da Giuseppe Lombrassa.

### Prefetto
Il 15 giugno 1943 Grazioli fu destinato come prefetto a Catania insediandosi appena prima dell'occupazione della città da parte degli Alleati, a seguito dell'invasione della Sicilia avvenuta il 5 agosto.
Collocato a riposo nell'agosto 1943, dopo l'8 settembre 1943, con la creazione della Repubblica Sociale Italiana si trasferì al nord. Il 1º ottobre fu rinominato da Salò come Alto Commissario di Lubiana, ma il capo dell'amministrazione d'occupazione tedesca, Friedrich Rainer, vietò di dar corso all'insediamento, riservando a sé ogni potere in Slovenia.
Mussolini ripiegò nominando Grazioli capo della Provincia di Bergamo, in seguito di Ravenna e infine di Torino.
La Liberazione lo sorprese quando era a capo della Provincia di Torino. Nel dopoguerra si ritirò a vita privata, venendo inutilmente richiesto dalla magistratura della Repubblica Socialista Federale di Jugoslavia.